# Georg Beikircher
Georg Beikircher (Brunico, 16 marzo 1963) è un ex bobbista italiano.

## Biografia
Partecipò con la Nazionale di bob dell'Italia a due edizioni dei Giochi olimpici invernali. Alle Olimpiadi di Sarajevo 1984 giunse 17° nel bob a quattro, mentre a Calgary 1988 chiuse al 10º posto con il bob a quattro e al 17° nel bob a due in coppia con Alex Wolf.
Vinse un bronzo ai Campionati italiani di bob del 1993 con il bob a quattro.